# 40.M Turán I
40.M Turán I – węgierski czołg średni z okresu II wojny światowej.

## Historia
W roku 1940 Węgrzy zakupili od Protektoratu Czech i Moraw prototyp czechosłowackiego czołgu średniego T-21, który powstał na bazie LT vz. 35. Ponadto zakupiono także licencję na jego produkcję na Węgrzech. W oparciu o czechosłowacki projekt oparto konstrukcję nowego węgierskiego czołu 40.M Turán.
Początkowo zamówiono 230 czołgów. Pierwsze seryjne czołgi dostarczono w roku 1942, a do maja 1944 wyprodukowano ogółem 285 czołgów.
Czołgi Turán I swój chrzest bojowy przeszły w kwietniu 1944 roku podczas walk węgierskiej 2 Dywizji Pancernej z jednostkami Armii Czerwonej na Ukrainie. W zaciekłych walkach utracono 30 maszyn.

## Konstrukcja
Kadłub czołgu Turán I wykonano z walcowanych płyt pancernych, łączonych nitami ze stalowym szkieletem. Pancerz w przedniej części i po bokach kadłuba miał grubość 25 mm, płyta tylna 8-25 mm, a część górna i dno - 8 mm. Podobnie została wykonana wieża. Grubość pancerza wieży wynosiła: w przedniej części 50 mm, a jarzma 60 mm. W wieży umieszczono główne uzbrojenie czołgu, czyli armatę czołgową 41.M kal. 40 mm oraz 1 km kal. 8 mm.
Podwozie czołgu składało się z 16 małych kół jezdnych z gumowymi bandażami, pary kół napędowych z tyłu i pary kół napinających z przodu.

## Wersje
Oprócz czołgu podstawowego opracowano wariant dowódczy oznaczony jako 40.M Turán I P.K. Był on dodatkowo wyposażony w radiostację nadawczo-odbiorczą R-4T.